# Litiopa nipponica
Litiopa nipponica is een slakkensoort uit de familie van de Litiopidae. De wetenschappelijke naam van de soort is voor het eerst geldig gepubliceerd in 1956 door Kuroda & Kawamoto.